# Scott Seamounts
Koordinaten: 68° 0′ S, 179° 50′ W
Die Scott Seamounts sind Tiefseeberge  im Südlichen Ozean nördlich des Rossmeers.
Namensgeber der vom Advisory Committee on Undersea Features (ACUF) im Juni 1988 bestätigten Benennung ist die benachbarte Scott-Insel.